# پدیده (فیلم ۱۹۸۵)
پدیده (انگلیسی: Phenomena) فیلمی در ژانر ترسناک و فانتزی به کارگردانی داریو آرجنتو است که در سال ۱۹۸۵ منتشر شد. از بازیگران آن می‌توان به جنیفر کانلی، دونالد پلیسنس، کاسپار کاپارونی و داریو آرجنتو اشاره کرد.